# Гигантская акула
Гига́нтская аку́ла, или исполи́нская акула (лат. Cetorhinus maximus) — крупная пелагическая акула из отряда ламнообразных (Lamniformes). Единственный современный вид рода гигантских акул (Cetorhinus) и всего семейства цеториновых, или гигантских акул (Cetorhinidae).
Это — второй по величине вид рыб после китовой акулы. Максимальная зарегистрированная длина достигает 9 м (самцы) и 9,8 м (самки); возможно (по неподтверждённым данным), встречаются экземпляры до 15 м. Максимальный зарегистрированный вес гигантской акулы составляет 4 т. Экземпляры длиной менее трёх метров встречаются крайне редко. Самая мелкая когда-либо выловленная гигантская акула была длиной 1,7 м. У этих акул массивное рыхлое тело, коническое рыло, огромный рот и очень крупные жаберные щели, способные раздуваться. Окраска серо-коричневого цвета с крапинками. На хвостовом стебле имеются выраженные латеральные кили, хвост серповидной формы. Мелкие конические зубы с одним остриём загибаются назад, в одном ряду может насчитываться более 100 зубов. По форме нижние и верхние зубы не отличаются.
Подобно китовой, гигантская акула питается планктоном, однако не всасывает воду, а просто плавает с открытой пастью, фильтруя через жабры всё, что в неё попадёт. Таким способом гигантская акула в состоянии отфильтровать до 2000 тонн воды в час. Это — космополитический мигрирующий вид акул, который встречается в умеренных водах всех океанов. Зиму гигантские акулы проводят в глубоких шельфовых водах. Они держатся как небольшими стаями, так и поодиночке. На Гебридских островах и в заливе Фанди гигантские акулы иногда плавают друг за другом по кругу (такое поведение, вероятно, связано с размножением).
Не представляют опасности для человека. Долгое время были ценной промысловой добычей. Перелов привёл к сокращению популяции до уязвимого уровня.

## Таксономия
Впервые вид был описан как Squalus maximus норвежским епископом и ботаником Йоханом Эрнстом Гуннерусом в 1765 году по экземпляру, добытому у берегов Норвегии. В 1816 году вид был помещён в специально описанный род Cetorhinus. Голотип не назначен. Родовое название происходит от слов др.-греч. κῆτος — «кит», «морской монстр» и ῥινός — «нос», а видовое от слова лат. maximus — «огромный», «гигантский».

## Ареал и миграции
Гигантские акулы встречаются в прохладных и тёплых умеренных водах всех океанов. Этот прибрежно-пелагический вид обитает на континентальном шельфе на глубине до 910 м (по другим данным — до 1264 м). Предпочтительный температурный диапазон от 8 до 14,5  °C, хотя иногда гигантские акулы заходят и в более тёплые воды. Есть данные, подтверждающие, что они пересекают экватор. Их часто встречают у берега или в узких выходах из бухт. Они совершают сезонные миграции. Сходство морфологических характеристик гигантских акул, обитающих в Тихом и Атлантическом океане, указывают, что это один и тот же вид. Однако обе популяции являются географически изолированными.
По данным наблюдений, которые, как правило, производились вблизи побережий, их распространение таково:
- Атлантический океан: от Ньюфаундленда до Флориды, у южной Бразилии и Аргентины, у Южной Африки, в Средиземном и Северном море, у берегов Норвегии и Исландии
- Тихий океан: (Япония, Корея, Китай, южное побережье Австралии, Новая Зеландия, Тасмания, Чили, Перу, Эквадор, Галапагосы, а также всё побережье от Калифорнийского до Аляскинского залива[5].

В высоких северных широтах, в том числе в водах Великобритании, гигантские акулы чаще всего встречаются в поверхностных водах с апреля по октябрь. В зимний период их редко можно увидеть, поскольку веслоногие рачки Calanus, которыми они питаются, обычно концентрируются на поверхности в летние месяцы.
Миграции связаны с изменением температуры и перераспределением планктона. Формально принята гипотеза, согласно которой в умеренных широтах гигантские акулы зимуют на глубоководье, а с наступлением тепла мигрируют в прибрежную мелкую зону. Высокая концентрация сквалена в жире печени весной и его последовательное замещение витамином А в течение года хотя бы частично подтверждает наличие таких миграций. Некоторые особи появляются на мелководье после формирования термоклина. Предложенная ранее гипотеза, согласно которой зимняя миграция гигантских акул из прибрежных кормовых зон на северо-восток Атлантики связана с впадением в спячку на дне склона континентального шельфа, чтобы сохранить запасы энергии, не получила подтверждения.
Мечение гигантских акул спутниковыми радиопередатчиками показало, что в поисках пищи эти животные способны преодолевать больши́е расстояния, в том числе в открытом океане. Этот метод исследований не подтвердил гипотезу линьки жаберных тычинок. Аналогичные данные были получены в ходе наблюдений за гигантскими акулами на северо-востоке США у берегов Массачусетса, откуда они совершают миграции на юг, к побережью Бразилии. Выяснилось, что популяции северо-востока и северо-запада Атлантики между собой не пересекаются. Однако в 2007 году помеченная акула переплыла от острова Мэн до Канады. Исследования, проведённые в 2009 году путём мечения 25 акул в водах Кейп-Код, показали, что по-крайней мере некоторые из них зимой мигрируют на юг. Оставаясь на глубине 200—1000 м в течение нескольких недель, помеченные особи достигли берегов Белиза и затем пересекли экватор. Одна особь целый месяц провела в устье реки Амазонки. Возможно, такие миграции обусловлены размножением.

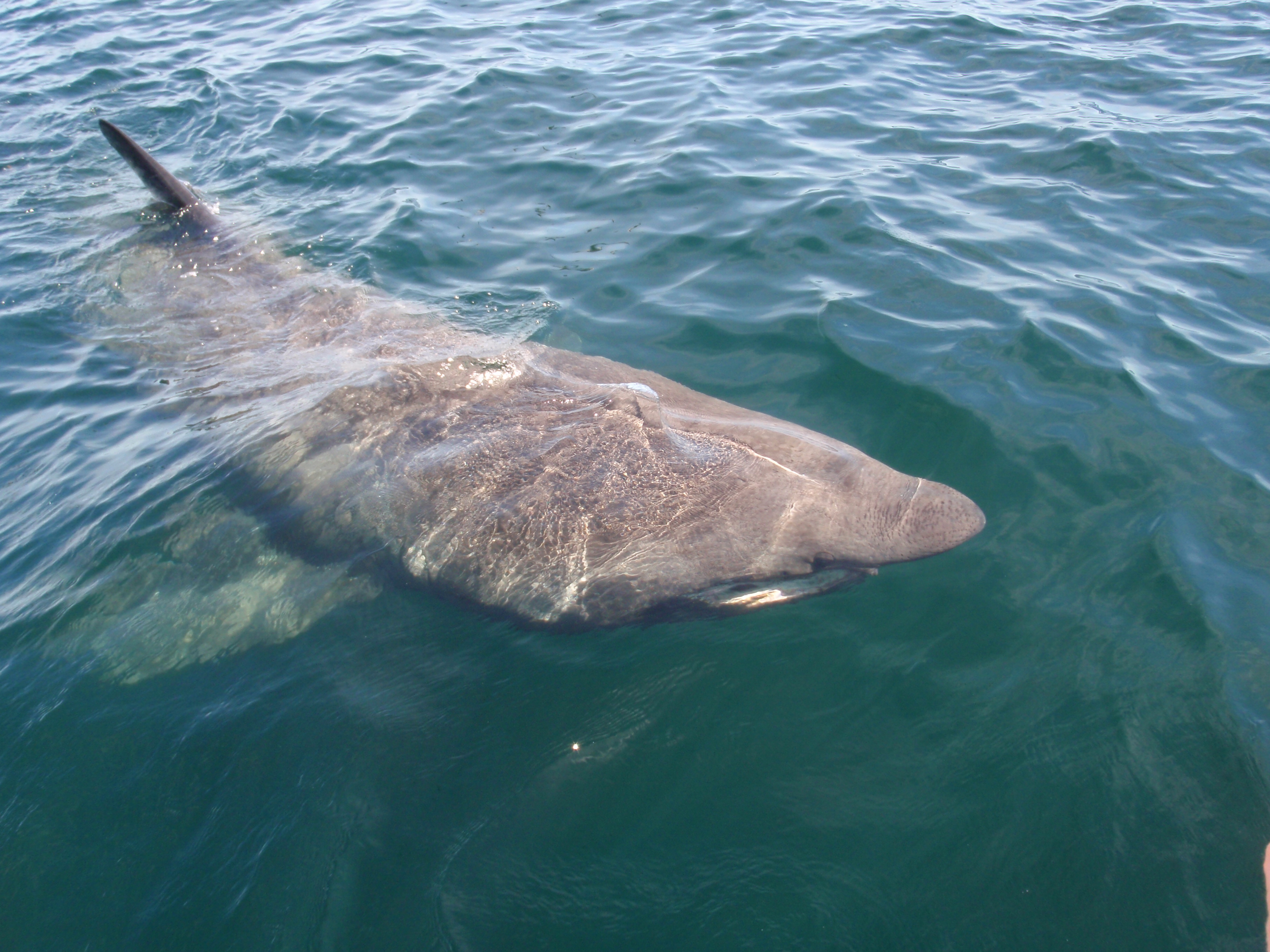
Гигантские акулы часто плавают у поверхности воды, выставив спинной плавник

В северо-восточной части Тихого океана гигантские акулы в большом количестве встречаются осенью и зимой в самой южной части своего ареала (Калифорния), однако весной и осенью они уплывают в северные широты (Вашингтон и Британская Колумбия).
У гигантских акул наблюдается сезонная и пространственная сегрегация. В водах Шотландии у поверхности воды попадаются в основном самки (соотношение пойманных самок к самцам составляет 18:1), соотношение добытых летом у берегов Великобритании самок по отношению к самцам составляет 40:1, а 65—70 % пойманных в японских водах гигантских акул являются самками. Напротив, в жаберные сети, расставленные у Ньюфаундленда, самцов попадается в 2 раза больше, чем самок. В британских водах зимой также ловятся в основном самцы. Беременные самки, молодые акулы длиной менее 3 м и новорождённые гигантские акулы практически не встречаются. Существуют предположения, что беременные самки покидают группы и живут в одиночку.

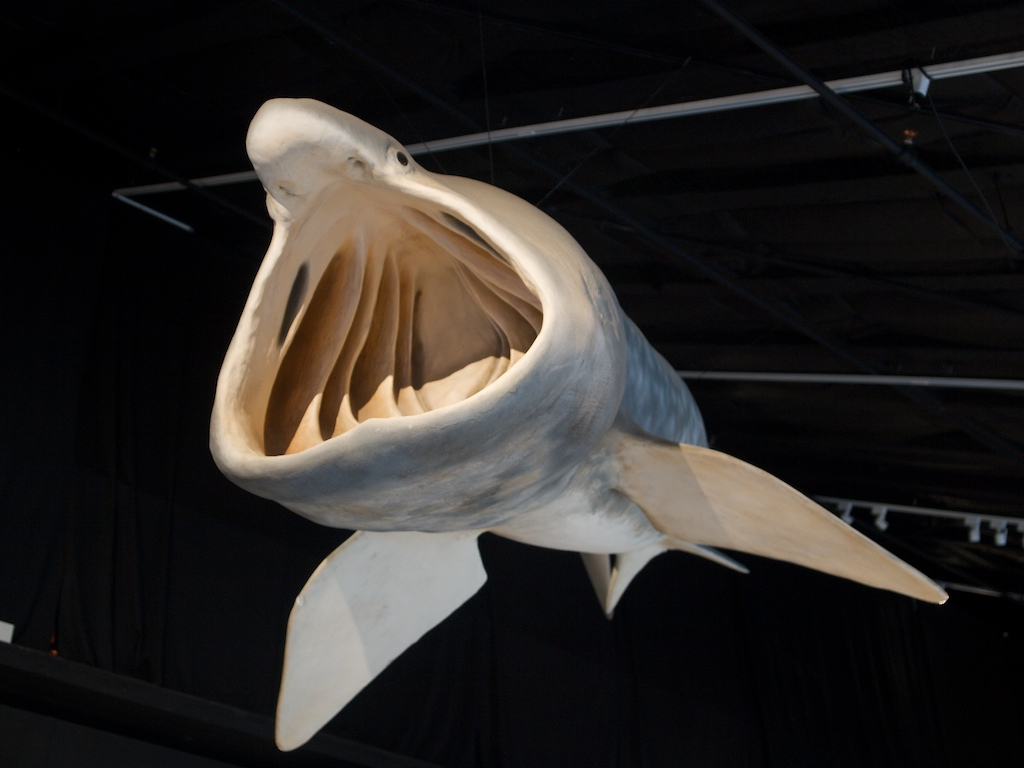
Широко раскрытый рот гигантской акулы.

## Описание
У гигантских акул тело имеет типичную для ламнообразных акул форму сигары; поэтому, учитывая размеры, их путают с белыми акулами. Однако эти два вида легко отличить как по форме челюстей, которые у гигантских акул имеют форму пещеры шириной до 1 м, и огромным жаберным щелям, окаймляющим её голову как воротник и имеющим хорошо развитые жаберные тычинки, так и по маленьким глазам и меньшему обхвату тела. Жаберные тычинки у гигантских акул имеют форму волосков и представляют собой модифицированную плакоидную чешую. Каждая жаберная дуга несёт по переднему краю 1000—1300 роговых жаберных тычинок, образующих цедильный аппарат.
Ещё одним отличием белой акулы от гигантской являются треугольные крупные зубы, тогда как зубы гигантской акулы не превышают размера 5—6 мм, и имеют форму не кинжалов, а крючков. У гигантских акул функциональными являются только 3 или 4 передних зубных ряда верхней челюсти и 6 или 7 передних рядов нижней челюсти, которые отделены промежутком от остальных зубных рядов. Всего имеется более 200 зубных рядов.
Голова довольно вытянутая, выступающее рыло имеет вытянутую коническую форму. Окраска варьируется от тёмно-серой до чёрной, спина обычно темнее, а вентральная сторона светлее. Изредка встречаются коричневатые экземпляры, а также особи со светлыми пятнами на животе. У гигантских акул есть два спинных плавника, из которых передний значительно превосходит по размеру задний. Основание первого спинного плавника, имеющего форму почти правильного равнобедренного треугольника, расположено перед основанием брюшных плавников. Второй спинной плавник находится практически напротив анального плавника и почти равен с ним по размеру. Брюшные плавники меньше первого спинного плавника, но крупнее второго. Хвостовой плавник имеет форму полумесяца. Верхняя лопасть довольно длинная, но составляет менее 1/3 от длины тела. Нижняя лопасть развитая и почти равна по длине верхней. На хвостовом стебле имеется углубление. Хвостовой стебель сильно сжат с боков и имеет сильно выраженные латеральные кили.

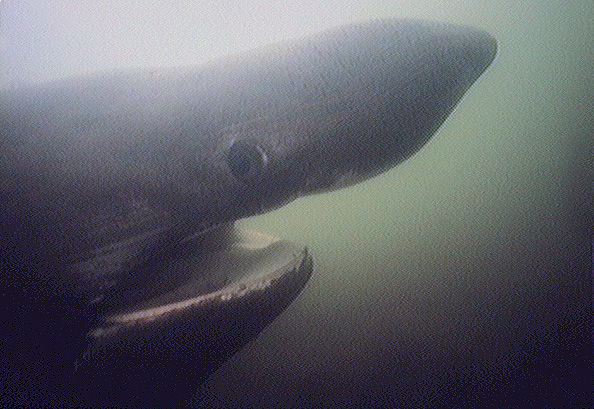
Голова гигантской акулы.

Более четверти веса гигантской акулы составляет печень, которая содержит сквален, придающий этим рыбам нейтральную плавучесть.
Самая крупная из попавшихся до настоящего времени гигантская акула была поймана сетью, расставленной на сельдь в заливе Фанди, Канада, в 1851 году. Общая длина этой рыбы составляла 12,7 м, а вес превышал 9 тонн. В вызывающих сомнения отчётах из Норвегии упоминаются 3 гигантские акулы длиной свыше 12 метров, самая крупная из которых достигала 13,7 м. В среднем взрослые гигантские акулы имеют длину 6—8 м и вес около 5,2 тонны. До сих пор иногда попадаются крупные экземпляры длиной 9—10 м, однако долгие годы крупномасштабного промысла привели к тому, что они стали очень редкими.
В отчёте о наблюдении за гигантскими акулами Британского Общества охраны морской среды говорится, что у берегов Великобритании за период с 1987 по 2006 год наблюдалось увеличение среднего размера гигантских акул с 3,5 м до 5,12 м. Это, вероятно, свидетельствует об успехе мер, предпринимаемых для сохранения вида.

## Биология
Вышеупомянутые исследования показали также общую ограниченность традиционных знаний о гигантских акулах. В целом, они ведут одиночный образ жизни или собираются в небольшие стаи, хотя изредка встречаются скопления более 100 акул. Медленно передвигаясь, они фильтруют из воды планктон, выставив из воды спинной плавник и даже перевернувшись кверху брюхом. Эти рыбы плавают со скоростью около 3,7 км/ч и не стремятся уплыть от приближающихся судов. Появление гигантских акул у поверхности воды связано с повышением концентрации планктона, ухаживанием и спариванием.
Несмотря на свою медлительность, они способны совершить рывок и полностью выпрыгнуть из воды. Эти прыжки могут быть попыткой избавиться от паразитов или симбионтов — таких, как реморы. Помимо рачков, к гигантским акулам присасываются морские миноги. Хотя они, скорее всего, не в состоянии пробить прочную кожу акул, миноги могут доставлять им беспокойство, от которого те стараются избавиться, выпрыгивая из воды или потираясь о дно или подводные предметы. На этих акулах паразитируют морские миноги, бразильские светящиеся акулы, цестоды Cetorhinicola acanthocapax, Dinobothrium planum, Dinobothrium plicatum, Dinobothrium spinosum, Reesium paciferum, Dinobothrium spinulosum, Gastrolecithus planus; трематода Hyperandrotrema cetorhini; нематоды Contracaecum plagiostomorum и веслоногие ракообразные Anthosoma crassum, Coelorinchus caelorhincus, Dinemoura producta, Lophoura edwardsi, Nemesis lamna, Nemesis lamna vermi.
Гигантские акулы практически не имеют врагов в естественной среде. Есть наблюдения за тем, как белые акулы поедали останки гигантских акул.

### Размножение
Потомство гигантских акул появляется на свет путём яйцеживорождения (детёныши вылупляются из яиц, которые созревают в теле матери). Эмбрионы питаются желтком, плацентарная связь с матерью отсутствует. До конца не выяснено, существует ли у этого вида внутриутробный каннибализм, который наблюдается у ряда других видов акул. Численность помёта и размер новорождённых неизвестны. Пока лишь изредка удавалось вылавливать беременных самок. Наименьший живой экземпляр имел длину 1,65 м. На основании этих данных было сделано предположение, что беременность может длиться от 1 до 3,5 лет. Самцы становятся половозрелыми предположительно при длине 4‒5 метров, что соответствует возрасту 12—16 лет, и достигают 9,8 м и более. Самки созревают при длине 8,1—9,8 м. Продолжительность жизни составляет около 50 лет.

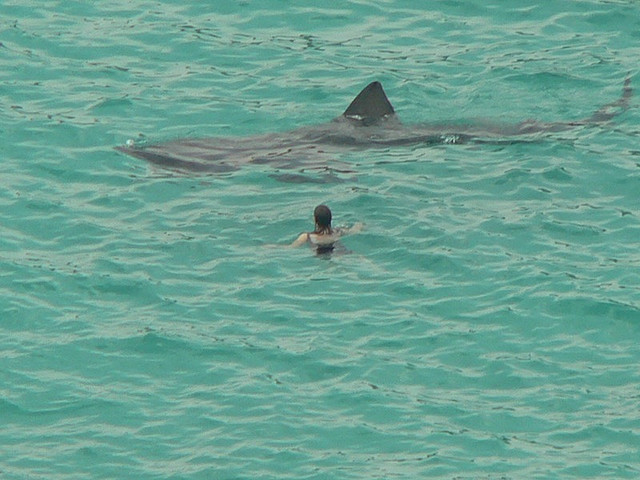
Девушка плавает рядом с гигантской акулой.

### Питание
Гигантские акулы — единственный вид акул-фильтровальщиков, который питается, не втягивая в себя воду, а просто пропуская поток через глотку. Масса процеженной воды достигает 2000 тонн за час. Зоопланктон при этом задерживают хорошо развитые жаберные тычинки, чему способствует секреция слизи в глотке. В среднем в желудке гигантской акулы помещается 500 кг пищи.

## Взаимодействие с человеком
Несмотря на внушительные размеры, гигантские акулы не представляют опасности для человека. Они позволяют аквалангистам подойти к ним на близкое расстояние; однако следует соблюдать осторожность и избегать прикосновений к их коже, покрытой крупными заострёнными чешуйками.
Долгое время гигантские акулы служили объектом специального промысла, который достиг расцвета 100—150 лет назад. Исторически этот вид считался ценной промысловой рыбой из-за медлительности, отсутствия агрессии и прежней многочисленности. Их промышляли преимущественно ради жира, вытапливаемого из печени. Одна акула в среднем давала от 300 до 800 литров жира, а в некоторых случаях и более 2000 л, так как огромная печень у этого вида содержит до 60 % жира. Промысел гигантской акулы имел много общего с китобойным промыслом. Акул били гарпунами с небольших судов и шлюпок.
В наши дни добыча гигантской акулы резко сократилась в связи с отсутствием спроса на ворвань. Однако жир печени этой рыбы до сих пор используется для получения масла, находят применение мясо и кожа. Огромные плавники очень ценятся на международном восточно-азиатском рынке. С 1924 по 1937 год малый флот в заливе Монтерей производил рыбную муку и масло из жира печени акул. С 1946 года до начала 1950-х годов промысел был расширен, ежегодно добывалось по 200 акул. Падение цен на жир печени акул сделало его нерентабельным, однако популяция так и не восстановилась из-за сильного урона, нанесённого переловом и продолжающейся гибели акул, гибнущих как прилов.
Охота и гибель вследствие запутывания в рыболовецких сетях стремительно снижают численность гигантских акул. Из-за медленного взросления, долгого срока беременности и низких коэффициентов рождаемости гигантские акулы не в состоянии восполнить потери. Международный союз охраны природы присвоил этому виду охранный статус «Уязвимый».

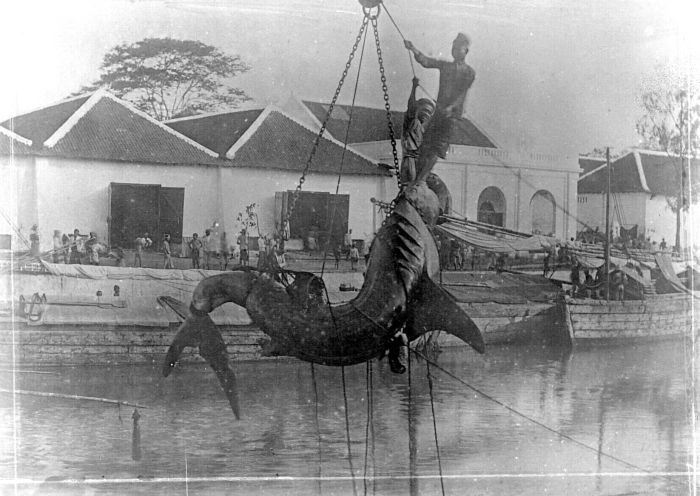
Пойманная гигантская акула.

Первые ограничения на добычу гигантских акул были введены в Великобритании (сначала у острова Мэн, а затем у побережья Гернси). В апреле 1998 года вид был включён в список Wildlife and Countryside Act и был установлен 12-мильный мораторий, действующий в британских водах. С 1999 года ведены ограничения на добычу гигантских акул у берегов Мальты. В США промысел запрещен в водах Флориды. Действует запрет на отрезание плавников без сохранения туши. В Новой Зеландии введены некоторые ограничения, однако акулы, добытые в качестве прилова, могут быть утилизированы. С 2007 года на территории Евросоюза запрещено поднимать гигантских акул на борт, вытаскивать их на берег и транспортировать морем. В Норвегии также действует запрет на целевую добычу акул этого вида, и каждая пойманная в качестве прилова живая гигантская акула должна быть выпущена в море. Однако мёртвых и умирающих акул можно поднять на борт и утилизовать или продать. Этот нюанс снижает эффективность ограничения.